# ضريح بير بدر الدين
ضريح بير بدر الدين (بالفارسية: آرامگاه پیربدرالدین) هو ضريح تاريخي يعود إلى القرن العاشر الهجري إلى القرن الثالث عشر الهجري، ويقع في نمين.